# تلارواق (إساكن)
تلارواق هي إحدى مشيخات المملكة المغربية، تتبع جغرافيا لإقليم الحسيمة وإداريًا لإساكن. يقدر عدد سكانها بـ 13,787 نسمة حسب الإحصاء الرسمي للسكان والسكنى لسنة 2004.